# La superba creola
La superba creola (The Foxes of Harrow) è un film del 1947 diretto da John M. Stahl.

## Distribuzione
Distribuito negli Stati Uniti dalla Twentieth Century Fox, il film uscì il 24 settembre 1947.